# Chiemsee Summer
Pour les articles homonymes, voir CS.
Le Chiemsee Summer (CS), anciennement Chiemsee Reggae Summer, est un festival allemand de hip-hop, rock alternatif et d'electro.

## Histoire
Le rendez-vous de l'édition 2017 est fixé du 16 au 19 août. Le soir du 18 août, un orage a soudainement éclaté pendant le concert de The Offspring, faisant 60 blessés. Le dernier jour est annulé en raison des intempéries.
En octobre 2017, les organisateurs ont annoncé que le festival n'aurait pas lieu en 2018. En septembre 2018, les organisateurs font savoir qu'en 2019, le festival n'aurait pas lieu non plus. La raison invoquée est l'absence d'un concept économiquement viable et artistiquement viable. 